# Fantastique
 Fantastique (от французского фантазия) — голландская поп-группа начала 80-х. Дуэт из города Харлем, расположенного на севере страны, состоял из Дика Даса (нидерл. Dick Das) и Астрид Лёйвенер (нидерл. Astrid Leuweringen). Однако они только представляли группу на сцене под фонограмму, а на самом деле исполняли песни дуэта участники нидерландской группы "Tower" Marian Pijnaker и Cor van der Hoogt. По стилю исполнения дуэт напоминал группу Ottawan и школу чародейства и волшебства Хогвартс.
Дуэт известен по композициям «Mama Told Me» и «Maria no mas». В 2009 году звукозаписывающая компания Sonic Records выпустила в Польше альбом «The best of».

## История
Дуэт был сформирован при участии группы Cat Music (Музыка кошки). Голландские композиторы, среди которых были (Geertjan Hessing), (Aart P Mol), (Erwin van Prehn), (Cornelis R Cees Bergman), до 1979 года представляли подростковый глем-рок в составе группы Catapult (Катапульта), а затем The Monotones (Монотонность). Электронные композиции, которые они написали для Fantastique («Mama Told Me», «Costa Blanca», и т. д.) попали в чарты во многих странах в начале 80-х годов.
В октябре 1981 года их композиция "Mama Told Me" поднялась до 13 места в голландском TOP40 и до 18 места в бельгийском UttraTop40, проведя в этих чартах 5 и 8 недель соответственно. В итоге песня была выпущена более чем в 20-ти странах, в том числе в Великобритании, США, Канаде, Австралии и странах Латинской Америки. Существует много миксов «Mama Told Me», выпущенных после распада Fantastique, один из которых в 1986 году был №84 в британских чартах. Кроме того, песня попала в саундтрек к голландскому кинофильму «Я — Джоеп Мелоен» («I am Joep Meloen» / Ik Ben Joep Meloen, 1981 год). В сентябре 1982 года успех повторила песня «Costa Blanca», которая была №20 в голландском ТОР40 и №8 в бельгийском UltraTop40, проведя в чартах по 5 и 9 недель. Всего за время своего существования, дуэт записал один полный альбом и пять синглов..

## Дискография

### Альбомы
- 1982 — Fantastique
  1. Mama Told Me (5:35)
  2. Your Hand In My Hand (3:53)
  3. Moi Et Toi (6:02)
  4. Costa Blanca (5:24)
  5. Maria No Mas (5:13)
  6. Musica Fantastica (5:06)

### Синглы
- 1981 — Mama Told Me/Musica Fantastica (instrumental)
- 1982 - Maria No Mas/Musica Maria (instrumental)
- 1982 — Costa Blanca/Poco Musica (instrumental)
- 1982 - Youe Hand In My Hand/Musica (instrumental)
- 1983 - Everybody Loves The Sunshine/Everybody Loves The Sunshine (Sing Along Version)
- 2002 — Fever